# Брана Мариб
Брана Мариб (арап. سدّ مأرب садд Ма'риб, или судд Ма'риб) је брана која блокира Вади Аданах (такође Дана или Адана) у долини Дана на Балак Хилсу у Јемену. Садашња брана налази се близу рушевина Велике бране Ма'риба, која датира са краја 8. века п. н. е. То је било једно од инжењерских чуда античког света и централног дела Сабејског и Химјарског краљевства око Мариба.
У Јемену постоје и друге важне античке бране као што су Брана Џуфајна, Дам Хрид, Брана Адра'а, Брана Микран и Брана Јат'ан. Историјски гледано, Јемен је био чувен због величанствености његовог античког водног инжењерства. Од Црвеног мора до граница пустиње Руб'ел Хали налазе се бројне рушевине малих и великих брана направљених од земље и камена.

## Велика брана Мариба
Место великог језера Ма'риб, такође названо брана 'Арим' (سد العرم садд ел-ˁАрим), се налази узводно (југозападно) од древног града Ма'риба, некадашњег главног града древног Краљевства Саба '. Краљевина Саба је била просперитетна трговачка држава, која је имала контролу над трговином тамјаном и зачинским путевима у Арабији и Абисинији. Сабејци су изградили брану како би сакупљали периодичне монсунске кише које падају на оближње планине и тако наводњавају земљиште око града.
Недавни археолошки налази указују на то да су једноставне земаљане бране и мрежа канала изграђене још 2000. године п. н. е. Велика брана Ма'риб датира још од осам века пре нове ере и сматра се најстаријом познатом браном на свету, и која се сматра једним од најлепших подухвата инжињерства у древном свету.
Средњовековни арапски географ Џакут ел Хамави то овако описује:
Налази се између три планине, а све поплавне воде прелазе на једну локацију, и због тога се вода само испушта у једном правцу; а ранији градитељи су блокирали то место са тврдим стенама и оловом. Вода из извора се сакупља тамо, као и поплавне воде, сакупљајући се иза бране као мора. Кад год су желели, могли су да наводњавају своје усеве из ње, пуштајући онолико воде колико им је било потрбно само помоћу водене капије; када би добили довољну количину воде, поново би затварали врата када би задовољили своје потребе за водом.
Историјска Брана Мариб оштећена је током ваздушних удара саудијске авијације у ноћи 31. маја 2015. године.

### Конструкција
Датум прве изградње бране у Ма'риб-у нас враћа негде у период између 1750. и 1700. п. н. е. Најранији натпис на брани је онај који се налази тамо а који потиче из времена њене изградње или поправке делова бране коју је покренуо Јата 'Амар Ватар I, син Јада' Ел Зариха I, који је владао 760-740. п. н. е. Следећа поправка спроведена је у време Јада 'Ел Бајина II који је владао у периоду740-720. п. н. е. Обнове су затим обавили Дамар Ел Зарих I и Караб Ел Бајин који су владали 700-680. п. н. е. Све ове поправке су биле су мањег обима, састојале су се од суштинског одржавања, као што је уклањање прљавштине или отварање водених токова или заустављање празнина. Ел Јануф II син Макриба, сина Дамара Ел Ватара II, ушао је у делове бране како би означио завршетак и поправку бране.
Брана је била састављена од запаковане земље, троугластог попречног пресека, дужине 580 m и висине 4 метра. Простирала се између две групе стена са обе стране реке и била је повезана са стеном која се састојала из усеченог камена. Положај брана је допуштао изливање и сливање воде између северног краја бране и литица на западу. Око 500. п. н. е. висина брана је повећана на 7 m, узлазни нагиб (водено лице) ојачан је покривачем од камена, а наводњавање је проширено тако да укључује јужну страну као и северну страну.
После пропасти краљевине Сабе, брана је била под контролом Химјара око 115. п. н. е. Они су предузели даљу реконструкцију, стварајући структуру високу 14 m, са обимним водоводима како на северном, тако и на јужном крају, са пет преливних канала, два стуба са ојачаним зидовима, резервоар за одлагање и 1000 m канала до дистрибутивног резервоара.
Ови обимни радови нису заправо завршени све до 325. године када су омогућили наводњавање од 25.000 хектара (100 km²).

### Одржавање
Муслимански историчар Ел Исфахани (чији су Анали завршени 961. године) бележи да се чувено урушавање бране десило око четири стотине година пре појаве ислама, али је Јакут ел Хамави тај догађај датирао у време Абисинсидске владавине.
Древни јужно арапски извори извјештају о томе тврдећи да је око 145. године п. н. е., брана претрпела велико оштећење током рата између људи из Рајдана и Краљевства Сабе, а то је било веома велико урушавање за које многи научници сматрају да је изазвало велике поплаву ˁАрим поменуту у Курану; такође се помиње у арапским летописима који говоре о томе да су се руке Сабе тада одвојиле. Борба између Рајданита и Сабејаца одложила је поправку бране, што је узроковало разарајуће губитке усева и плодова, а то је на крају довело до померања великог броја људи како би се распоредили у потрази за новим земљиштем погодним за живот, тако да су започеле огромне миграције. И даље је неизвесно да ли је баш то урушавање било оно што је проузроковало "поплаву" Арим "или не, јер су неке миграције свакако биле у другом или трећем веку нове ере, а које су такође биле приписане пуцању бране Мариб. Уопштено речено, брана је поправљена двапута непосредно пре појаве ислама, јадном од стране Шархабила Џафар бин Аби Караб Јасада 450. године, и од стране Абрахе 543. године , а натписи на брани описују трошкове поправке и велики број ангажованих радника.
Археологија бране Мариб показује ефекте силтације иза бране из периода антике и мере за продужење радног века резервоара. Брана Мариб је спречавала поплавне воде и омогућавала наводњавање низводних оаза. Током неколико векова, наноси муља су продрели у воду нагомилавши се на пољима за наводњавање у слоју високом 15 m. То је проузроковало губитак нагиба и преноса воде, па је брана подигнута да би се штета надокнадила. Поред малих оперативних отвора за допремење воде за наводњавање, током изградње највероватније су коришћени велики отвори на узводној страни бране, али који се такође могу користити за периодично испирање акумулираних седимената. Ови примери показују да су инжењери тог времена били свесни проблема силитације резервоара и могли су успешно да продуже радни век резервоара структуралним побољшањима и могућим испирањем седимента. Са сличним проблемима силитације сусреле су се и приликом изградње нове бране.
Упркос повећању висине, брана је претрпела бројна оштећења (евидентирани су велики инциденти 449, 450, 542 и 548), а радови на одржавању су постали све тежи; последње забележене поправке спроведене су 557. године.

### Коначно пуцање
Локалне приче извештавају да је коначно пуцање бране предвидео краљица по имену Имран, која је такође био пророчица, а касније и супруга краља. Према легенди, пуцање су проузроковали велики пацови који је глодали својим зубима и гребали је ноктима. Око 570 или 575, брана је поново преоптерећена, и овај пут је остао у том стању и остала. Пуцање и уништавање брана Мариб је био историјски догађај, и био је алудиран и у Курану:
لَقَدْ كَانَ لِسَبَإٍ فِي مَسْكَنِهِمْ آيَةٌ ۖ جَنَّتَانِ عَن يَمِينٍ وَشِمَالٍ ۖ كُلُوا مِن رِّزْقِ رَبِّكُمْ وَاشْكُرُوا لَهُ ۚ بَلْدَةٌ طَيِّبَةٌ وَرَبٌّ غَفُورٌ، فَأَعْرَضُوا فَأَرْسَلْنَا عَلَيْهِمْ سَيْلَ الْعَرِمِ وَبَدَّلْنَاهُم بِجَنَّتَيْهِمْ جَنَّتَيْنِ ذَوَاتَيْ أُكُلٍ خَمْطٍ وَأَثْلٍ وَشَيْءٍ مِّن سِدْرٍ قَلِيلٍ
"За [племе] Сабе" на њиховом месту становања било је знак: два [поља] вртова с десне и леве стране. [Речено им је], "Једите храну од  Господа вашег и захвални будите Њему. Добру земљу [имаш] и опрости Господе. Али они су се окренули [одбијајићи], па смо им послали поплаву бране и заменили њихова два поља са баштама горких плодова, тамариски и нешто ретких лотоса. "
Последични неуспех система наводњавања изазивао је миграцију до 50.000 људи из Јемена у друге области на Арапском полуострва, па чак и у Билад ел Шам и Ирак. 

### Брана и локација изгубљеног града Ирама
Истраживања земљишта показују да је локација бране можда била близу митског града Ирама. Приликом мапирања археолошког пројекта Вади ел Xубал у Јемену, геолоyi УСГС мапирали су антросоле јужноафричких локалитета источно од бране Мариб. Ови слојеви тла били су резултат пољопривреде под контролисаним наводњавањем захваљујући водама које су запљускивале брану, подручја која тада напуштана након пропасти бране. Током анализе сателитских слика Јемена и Омана за мапу Ландсат Тематик Мапера за Археолошки пројекат Махра, примећено је да су антросоли имали изразит карактеристичан израз. Многа антросол лежишта су примећена, већина, али не сва, раније су документована. Нердокументована могућа антросол лежишта укључујући подручје источно од Шиср-а у Оману, откривају да је археолошка локација одговорна за неке од карактеристика легенди које се односе на Ирамове стубове. У легендарним књигама Ирамског региона налазе се извештаји о плодним оазама и подручјима која су култивисана. На основу доказане поузданости аспеката пажљиво тумачених легендарних извора, претпостављамо да се можда град налазио на подручју пустињске пољопривреде које је можда постојало како би намерницама снабдевало караван сарај на путу тамјана код места Убар. Могућа антросол подручја ће бити предмет студије у будућој експедицији.

### Садашња брана
Нова брана је изграђена недалеко, близу локације старе, о трошку Шејка Заида Бин Султана Ел Најхана, покојног владара Уједињених Арапских Емирата, чије је племе пресељено из Мариба у оно што је сада УАЕ негде током 17. века. Церемонија отварања одржана је 1986. године у присуству Шејха Заида.
Нова брана је висока 38 m, дуга 763 m, изграђена од земље преко Вади Дана на 15° 23'47 "С 45° 14'36" И, стварајући складишни капацитет од 398 милиона кубних метара. Локација бране налази се 3 km узводно од рушевина Велике бране. Нова брана, као и стара, била је дизајнирана за чување воде за наводњавање равниca Мариба. Међутим, корито вадиа на новој локацији бране се састоји од алувијалног песка и ситног материјала дебљине 30–50 m. Пропуштање воде из ове бране не угрожава његну структуру, већ резултира губитком воде. Као начин за заустављање цурења, разматра се поновно обнављање древне бране Мариб, као функционалне структуре, тако и као историјског споменик и туристичке атракције. Сложеност и обим радова укључених у овај пројекат захтевају да неколико организација ради заједно под покровитељством УНЕСКО-а, користећи финансијске доприносе међународних организација.
Ново бране изграђене у Јемену, као што су бране Батис и Мариб, користе се за сакупљање воде за потребе становништва. Новине су прописане у јулу 2010. године: "Ниво воде на брани Мариб порастао је на 45 милиона кубних метара због великих падавина у различитим подручјима Јемена у протекла два дана. Подсекретар гувернера Мриб, Али Мухамед ел Фатимид, у уторак се упознао са количином воде која се прелива у брану и одржавањем канализационих канала и подсистема. Заменик директора Пројекта бране Мариб, инжењер Ахмед ел Арифи, рекао је да је ниво воде у брани у уторак порастао на 45 милиона кубних метара, док је ниво воде у априлу порастао на 100 милиона кубних метара. Капија главног канала за подземне воде отворена је у долини Убаида три месеца, где је количина воде која је тече износила 80 милиона кубних метара.
Брана Мариб је изграђена без студије процене утицаја на животну средину, а неки од ефеката бране нису предвиђени. Године 1995. и 1996. проучаван је њен утицај на квалитет воде, пољопривреду и подземне воде и социоекономију. Вода језера би могла постати преоптерећена биљним храњивим материјама када су поплаве слабе, а раст алги није контролисан. Увођење рибе по имену Тилапиа нилиотика омогућило је биолошку контролу раста алги. Брана је позитивно утицала на пољопривреду и подземну воду у оквиру пројектованог система наводњавања, али је негативно утицала на њих изван ње. Брана је такође негативно утицала на здравствене услове у земљиштима низводно, уз повећање сукоба око дистрибуције воде. Брана је повећала ниво прихода пољопривредника и подстакла туризам.